# David Trottier
David Trottier   (Ontario, 25 de juny de 1906 - Halifax, 14 de novembre de 1956) va ser un jugador d'hoquei sobre gel canadenc que va competir durant les dècades de 1920 i 1930.
El 1928 va prendre part en els Jocs Olímpics de Sankt Moritz, on guanyà la medalla d'or en la competició d'hoquei sobre gel. Va jugar durant onze temporades en la National Hockey League. Guanyà la Stanley Cup de 1935 amb els Montreal Maroons i fou el màxim anotador d'aquest equip en la temporada 1931-1932.